# Valkenisse (Walcheren)
Valkenisse is een voormalige gemeente in de Nederlandse provincie Zeeland. De gemeente ontstond op 1 juli 1966 als samenvoeging van (het grootste deel van) de Walcherse gemeenten Biggekerke, Koudekerke en Zoutelande. Op 1 januari 1997 werd de gemeente opgeheven; sindsdien maakt het gebied deel uit van de gemeente Veere. Een klein deel van de gemeente werd vanwege een grenscorrectie ingedeeld bij Vlissingen. Daarbij ging het om een paar hectare ten oosten van de Galgeweg. Tevens werd een stukje grondgebied bij de Meliskerkse Watergang overgeheveld naar de havenstad, zodat de verbindingsweg N288, van Rijksweg A58 tot aan de Groeneweg, in de gemeente Vlissingen zou komen te liggen.
Tot de gemeente Valkenisse behoorden naast de dorpskernen Biggekerke, Zoutelande en Koudekerke, waar het gemeentehuis gevestigd was, ook een aantal recreatiedorpen, zoals Dishoek, Groot Valkenisse en Vebenabos. Het toerisme vormde, naast de agrarische sector, de belangrijkste bron van inkomsten van de gemeente. In 1996, een jaar voor de opheffing, had de gemeente Valkenisse 6168 inwoners; de oppervlakte bedroeg 29,20 km², waarvan 1,38 km² water.

## Vlag
De gemeentevlag bevatte twee horizontale banen van wit en blauw met het gemeentewapen in het midden. De vlag werd ingesteld op 6 maart 1968.